# Rotluchs
Der Rotluchs (Lynx rufus), in Amerika aufgrund seines vergleichsweise kurzen Schwanzes „Bobcat“ genannt, ist eine Luchsart, deren Verbreitungsgebiet vom südlichen Kanada bis zum Norden Mexikos reicht. Rotluchse sind anpassungsfähig und nutzen so unterschiedliche Lebensräume wie Wälder, Halbwüsten, die Randzonen von Städten und Sumpfgebiete. Die Art gilt als nicht bedroht.
Zur bevorzugten Beute des Rotluchses zählen Kaninchen und Hasen. Rotluchse sind jedoch opportunistische Jäger, deren Beutespektrum alle im jeweiligen Lebensraum vorhandenen kleinen und mittelgroßen Säuger und Vögel umfasst. Auch Fische, Schlangen und Insekten werden von ihnen gefressen. Wie die meisten Katzenartigen sind Rotluchse territorial und leben überwiegend einzelgängerisch.

## Merkmale

### Körpergröße und -gewicht
Rotluchse sind im Durchschnitt kleiner als die drei anderen Luchsarten Kanadischer Luchs, Eurasischer Luchs und Pardelluchs. Ausgewachsene männliche Rotluchse weisen eine Körperlänge zwischen 70 und 120 Zentimetern auf. Die durchschnittliche Körperlänge beträgt 90 Zentimeter. Auf den kurzen Schwanz entfallen zwischen 10 und 18 Zentimeter. Die Schulterhöhe beträgt bei männlichen Tieren zwischen 36 und 38 Zentimeter. Sie wiegen zwischen 7 und 14 Kilogramm. Die größten und schwersten Rotluchse finden sich im nördlichen Teil des Verbreitungsgebiets.

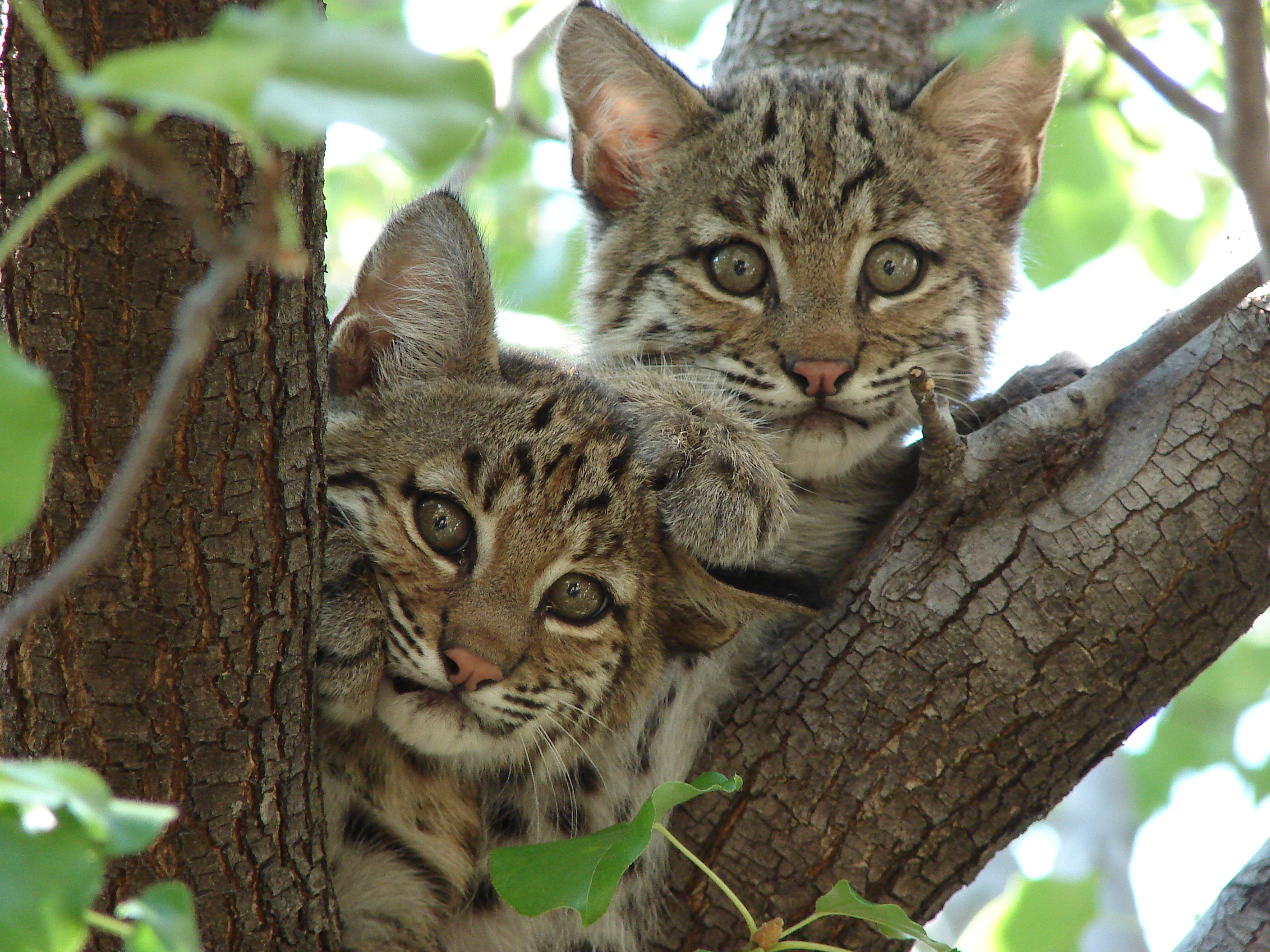
Junge Rotluchse in Texas

Weibchen sind etwas kleiner als die männlichen Tiere und weisen durchschnittlich ein Gewicht von neun Kilogramm auf. Eine morphologische Studie, die in den östlichen Bundesstaaten der USA durchgeführt wurde, konnte belegen, dass die größten männlichen und weiblichen Tiere jeweils in unterschiedlichen Regionen des Verbreitungsgebiets zu finden sind. Dies legt nahe, dass die Selektionskriterien, die die Körpergröße beeinflussen, geschlechtsabhängig unterschiedlich sind.
Jungtiere kommen mit einem Gewicht zwischen 280 und 340 Gramm zur Welt und weisen eine Körperlänge von 25 Zentimeter auf. Am Ende ihres ersten Lebensjahrs haben sie normalerweise ein Gewicht von 4,5 Kilogramm erreicht.

### Weitere Erscheinungsmerkmale
Die Fellfarbe der Körperoberseite ist sehr variabel und reicht von blassgelb bis rötlich braun. Tendenziell weisen Rotluchse, die in den Wüstenregionen im Südwesten des Verbreitungsgebiets leben, die hellste Fellfärbung auf. Die im nördlichen Teil des Verbreitungsgebiets vorkommenden Rotluchse sind dagegen am dunkelsten gefärbt.

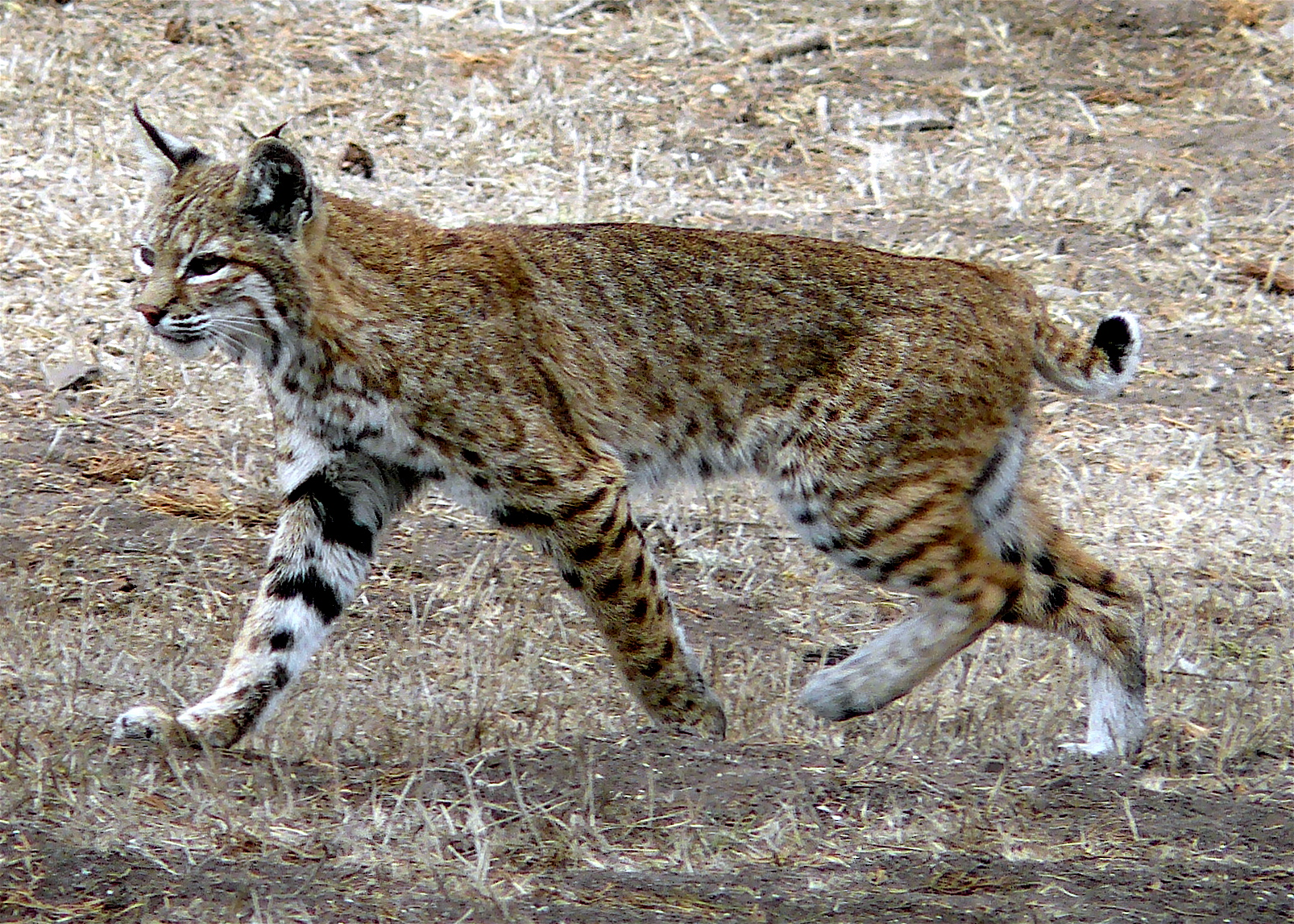
Rotluchs

Die Fleckung des Fells ist individuell verschieden ausgeprägt. Bei einzelnen Individuen kann die Fleckung nahezu vollständig fehlen oder ist auf die Läufe beschränkt. Andere Individuen weisen dagegen auf ihrem Fell deutlich erkennbare, dunkelbraune bis schwarze Punkte und Linien auf, die von der Grundfärbung des Fells besonders deutlich auf den Vorderläufen und am Schwanz abgesetzt sind. In Florida hat man allerdings einige melanistische Rotluchse gesichtet und auch gefangen. Ihr schwarzes Fell ist möglicherweise durch ein besonders dichtes Fleckenmuster verursacht. An Kinn, Brust und Körperunterseite sind die Fellhaare grauweiß bis cremeweiß.
Wie bei den anderen Luchsarten sind auch beim Rotluchs die Hinterläufe deutlich länger als die Vorderläufe. Die dreieckigen Ohren sind auf ihrer oberen Rückseite schwarz gefärbt. Rotluchse haben im Vergleich zum Eurasischen Luchs deutlich kürzere Haarpinsel an den Ohrspitzen. Bei einzelnen Individuen können diese sogar ganz fehlen. Der Kopf wirkt wegen des ausgeprägten Backenbarts rundlich. Die Nase ist an ihrer Vorderseite rötlich, an den Seiten dagegen grau bis braunrot. Die Augenfarbe ist gelblich bis ockerfarben.
Der Durchmesser der Pfotenabdrücke kann zwischen zwei und acht Zentimeter schwanken, die durchschnittliche Rotluchsfährte ist etwa vier Zentimeter breit. Sie ist damit etwa doppelt so groß wie die einer Hauskatze. Die Schrittlänge liegt bei ruhig laufenden Rotluchsen zwischen 20 und 40 Zentimetern und kann bei sprintenden Rotluchsen zwischen einem und 2,4 Meter betragen. Der Abdruck der Hinterpfoten überlappt sich meist mit dem der Vorderpfote.

## Verbreitung
Das Verbreitungsgebiet des Rotluchses erstreckte sich ursprünglich vom Süden Kanadas über das gesamte Gebiet der Vereinigten Staaten bis nach Oaxaca, Mexiko. Bis heute konnte der Rotluchs dieses Verbreitungsgebiet weitgehend halten. Rotluchse kommen heute nicht mehr in einigen Teilen des mittleren Westens und des Ostens der Vereinigten Staaten vor, wo sie ihre Lebensräume auf Grund einer intensiven Landwirtschaft verloren haben. Zu den heute nicht mehr von Rotluchsen besiedelten Regionen zählen unter anderem der Süden von Minnesota, der Osten von South Dakota, Teile von Iowa und Missouri. Obwohl man davon ausgeht, dass Rotluchse im Westen von New York und in Pennsylvania nicht mehr vorkommen, gab es in jüngster Zeit mehrfach bestätigte Sichtungen von Rotluchsen an der Südgrenze und sogar im zentralen Nordteil von New York (Metropolregion Syracuse).

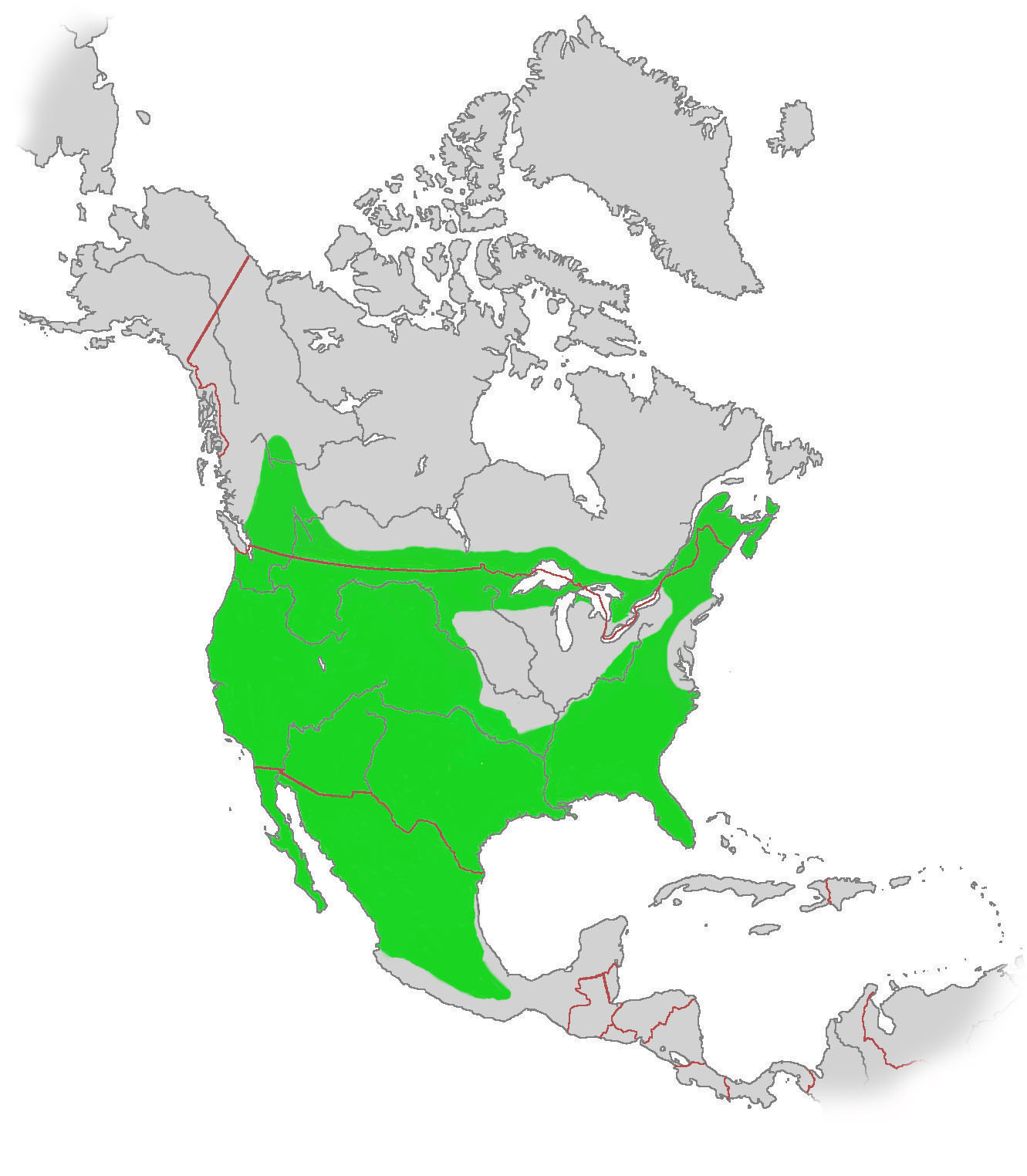
Verbreitungsgebiet

Die nördliche Verbreitungsgrenze des Rotluchses ist vor allem von der Höhe bestimmt, die die Schneedecke im Winter erreichen kann. Anders als der Kanadische Luchs kommt der Rotluchs mit hohen Schneelagen nur schlecht zurecht. Ihm fehlen die großen behaarten Pranken, die für den Kanadischen Luchs charakteristisch sind. Auf einer Schneedecke laufende Rotluchse brechen daher tiefer ein als jene und sind damit in ihrer Fortbewegung bei Schnee behindert. Dort, wo sich die Verbreitungsgebiete von Kanadischem Luchs und Rotluchs überschneiden, ist der Rotluchs aber nicht unbedingt seinem größeren Vetter unterlegen. In Nova Scotia konnte der Rotluchs den Kanadischen Luchs partiell verdrängen, nachdem die dortigen Nadelwälder teilweise gefällt wurden, um in landwirtschaftliche Flächen umgewandelt zu werden.
In Nord- und Zentralmexiko lebt der Rotluchs in trockenen Buschgebieten sowie Kiefern- und Eichenwäldern. Die südliche Verbreitungsgrenze erreicht er im Übergangsbereich zu den Tropen.

## Lebensraumansprüche

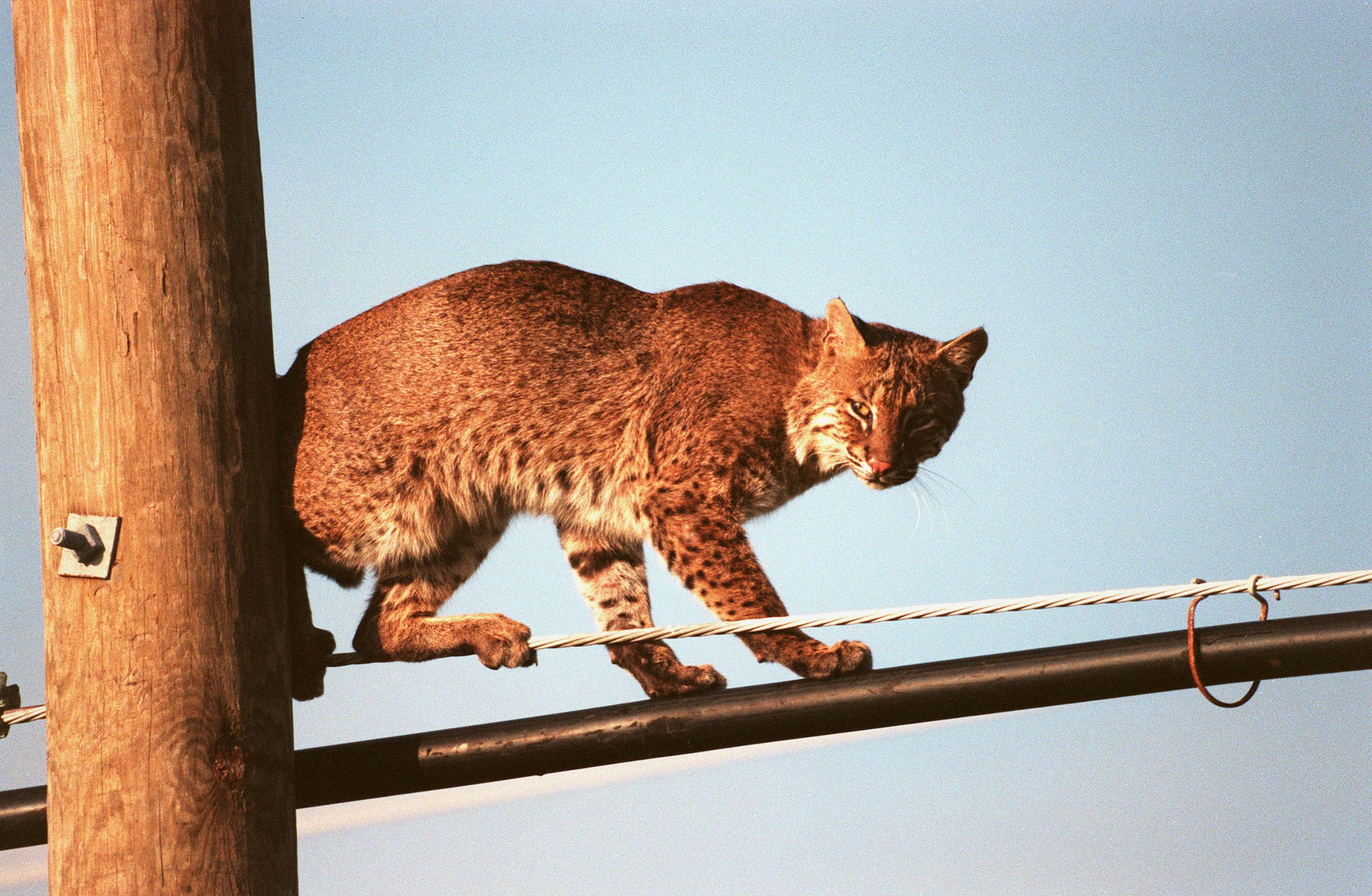
Ein männlicher Rotluchs im Stadtgebiet

Rotluchse sind sehr anpassungsfähig. Sie bevorzugen Waldgebiete, ohne dabei eine Präferenz für Nadel-, Laub- oder Mischwälder zu zeigen. Sie kommen jedoch außer in Waldgebieten in einem breiten Spektrum unterschiedlicher Lebensräume vor. Sie sind in den Everglades von Florida ebenso beheimatet wie in den hochgelegenen Felsregionen der Rocky Mountains, den Appalachen oder den Halbwüsten Kaliforniens. Als Revier nutzen sie auch landwirtschaftlich genutzte Flächen, wenn diese einen ausreichenden Waldbestand aufweisen oder ihnen angrenzende Sumpfgebiete oder Steinbrüche ausreichend Rückzugsmöglichkeiten bieten.
Wenn dies gegeben ist, hängt die Bestandsdichte vor allem von der Anzahl potenzieller Beutetiere ab. Rotluchse sind gelegentlich auch in Stadtrandgebieten zu beobachten, wenn diese an weitgehend naturbelassene Zonen angrenzen.
Das Beutespektrum des Rotluchses überschneidet sich mit dem anderer mittelgroßer Prädatoren. Untersuchungen in Maine wiesen allerdings nur eine geringe Konkurrenz zwischen Rotluchs und Kojote oder Rotfuchs nach. Die interspezifischen Revierüberschneidungen ließen kein Muster erkennen. Anders verhält es sich mit dem kanadischen Luchs. Die Nahrungskonkurrenz mit dem Rotluchs verhindert eine weitere Ausbreitung des Kanadischen Luchses nach Süden.

## Lebensweise
Der Rotluchs ist dämmerungsaktiv. Die erste Aktivitätsphase beginnt gewöhnlich drei Stunden vor Sonnenuntergang und währt bis Mitternacht. Die zweite Aktivitätsphase setzt mit dem Sonnenaufgang ein und endet drei Stunden nach Sonnenaufgang. Während dieser beiden Aktivitätsphasen legt der Rotluchs in der Regel eine Wegstrecke zwischen drei und elf Kilometern zurück. Er durchstreift dabei sein Revier auf Wegen, die er regelmäßig nutzt.
Die Aktivitätsphasen unterliegen einer jahreszeitlichen Schwankung. Im Herbst und Winter ist der Rotluchs häufiger am Tag aktiv, da auch seine Beutetiere in dieser Zeit stärker tagaktiv sind.

### Reviergröße

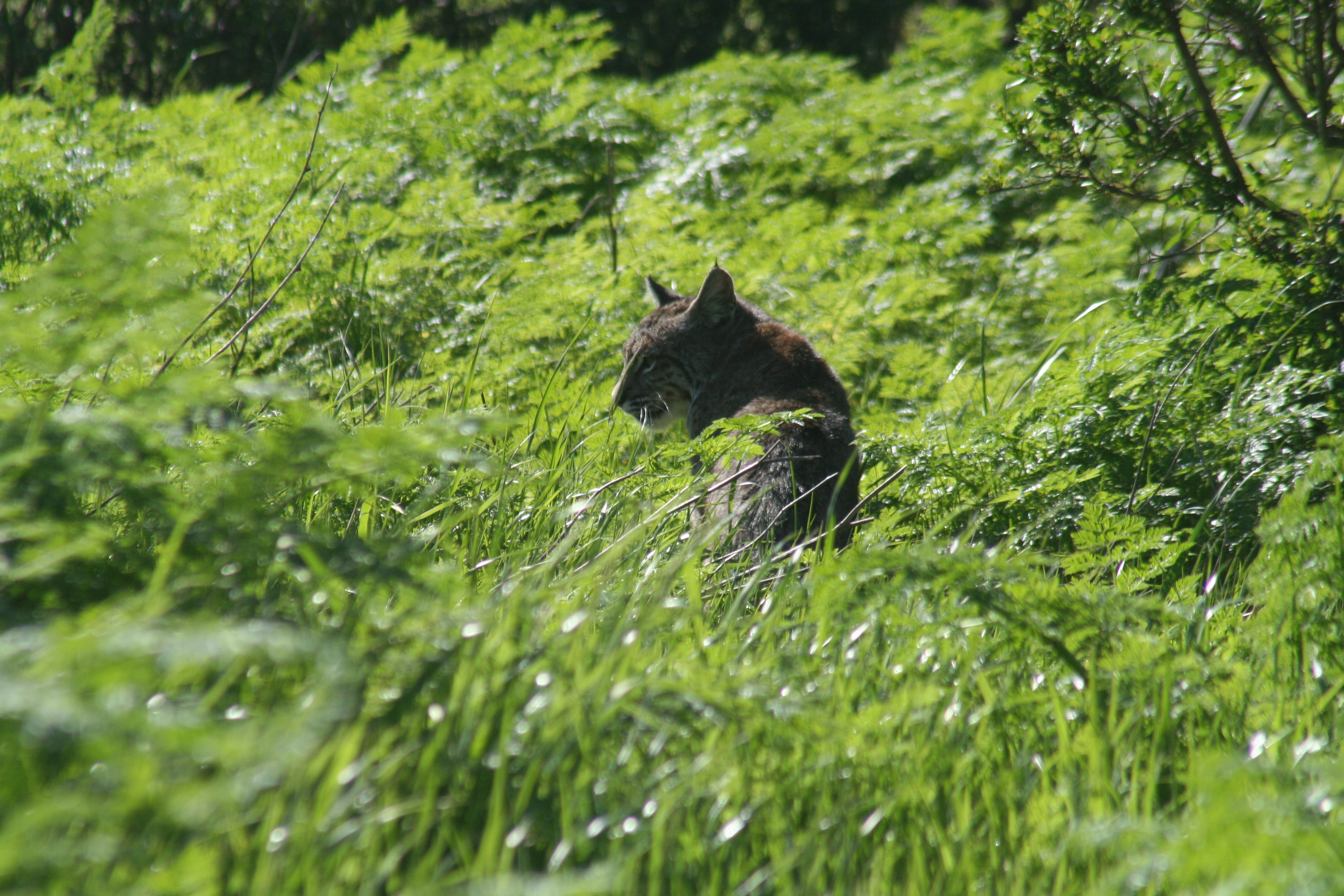
Rotluchs im hohen Gras, Tennessee Valley, Marin, Kalifornien

Rotluchse sind territorial. Die Reviergröße ist abhängig vom Geschlecht des jeweiligen Tiers sowie von der Zahl potenzieller Beutetiere. Reviergrenzen werden durch Harn, Losung und durch Kratzspuren an Bäumen markiert. Innerhalb seines Reviers nutzt der Rotluchs eine Reihe verschiedener Versteckplätze. Meist präferiert er eines dieser Verstecke und nutzt die anderen Rückzugsmöglichkeiten nur gelegentlich. Typische Verstecke finden sich in hohlen Baumstämmen, in dichtem Unterholz oder in Dickungen sowie unter Felsüberhängen.
In den bislang durchgeführten Studien konnten als Extremwerte Reviere mit einer Größe von nur 0,6 und solche mit einer Größe von 326 Quadratkilometern nachgewiesen werden. Untersuchungen in Kansas haben nachgewiesen, dass etablierte männliche Luchse durchschnittlich ein Revier mit einer Größe von 20 Quadratkilometer haben. Die Reviere der Weibchen sind dagegen nur halb so groß. Luchse ohne etablierte Reviere durchstreifen häufig ein Gebiet, das deutlich größer ist. Noch nicht vollständig ausgewachsene Luchse haben in Kansas mit einer Reviergröße von durchschnittlich sieben Quadratkilometern die kleinsten Reviere. In einzelnen Untersuchungen konnte auch gezeigt werden, dass die Reviere von männlichen Luchsen am weitesten vom Geburtsort der Tiere entfernt liegen.
Es ist bislang umstritten, ob die Reviergröße von Luchsen jahreszeitlich bedingt schwankt. Die Ergebnisse einzelner Untersuchungen sind dabei widersprüchlich: In einer Untersuchung lag die durchschnittliche Reviergröße von männlichen Luchsen während des Sommers bei 41 Quadratkilometern, während sie im Winter 100 Quadratkilometer betrug. Eine andere Studie wies dagegen nach, dass weibliche Rotluchse mit Nachwuchs während des Winters größere Revier nutzen, während männliche Tiere ihr Revier lediglich verlagern, aber kein größeres Gebiet als im Sommer durchstreifen. Diese Ergebnisse stimmen auch mit denen zahlreicher früher durchgeführter Untersuchungen überein. In anderen Untersuchungen in einer Reihe von US-amerikanischen Bundesstaaten konnte keine oder nur eine geringe saisonale Schwankung der Reviergröße festgestellt werden.
Wie die meisten Katzenartigen leben Rotluchse überwiegend einzelgängerisch. Ihre Reviere überlappen sich jedoch häufig. Bedingt durch die kleinere Reviergröße der Weibchen leben häufig zwei oder mehr Weibchen im Revier eines Männchens. Weibliche Rotluchse überschreiten nur selten die Reviergrenze eines anderen weiblichen Tieres. Anders als bei den meisten anderen Katzenartigen tolerieren männliche Rotluchse es, wenn sich ihr Revier mit einem gleichgeschlechtlichen Tier überschneidet. In diesem Fall ist ein Männchen jedoch häufig das dominantere.
Entsprechend den unterschiedlichen Reviergrößen schwankt auch die Bestandsdichte stark. Auf einem Gebiet von 65 Quadratkilometern können zwischen einem und 38 Rotluchse leben. Der Durchschnitt liegt jedoch bei einem Tier je 13 Quadratkilometer, dabei hat man einen Zusammenhang zwischen der Bestandsdichte und dem Geschlechterverhältnis festgestellt. In Kalifornien hat man in Gebieten, in denen Rotluchse nicht bejagt werden und eine hohe Populationsdichte besteht, 2,1 Männchen je Weibchen gezählt. Mit sinkender Bestandsdichte verändert sich dieses Verhältnis, so dass in dünn besiedelten Regionen nur noch 0,86 Männchen je Weibchen leben. Diese Untersuchungen legen nahe, dass Männchen besser in der Lage sind, in Regionen mit einem hohen Konkurrenzdruck durch andere Rotluchse zu überleben.

### Jagdstrategien und Beutespektrum

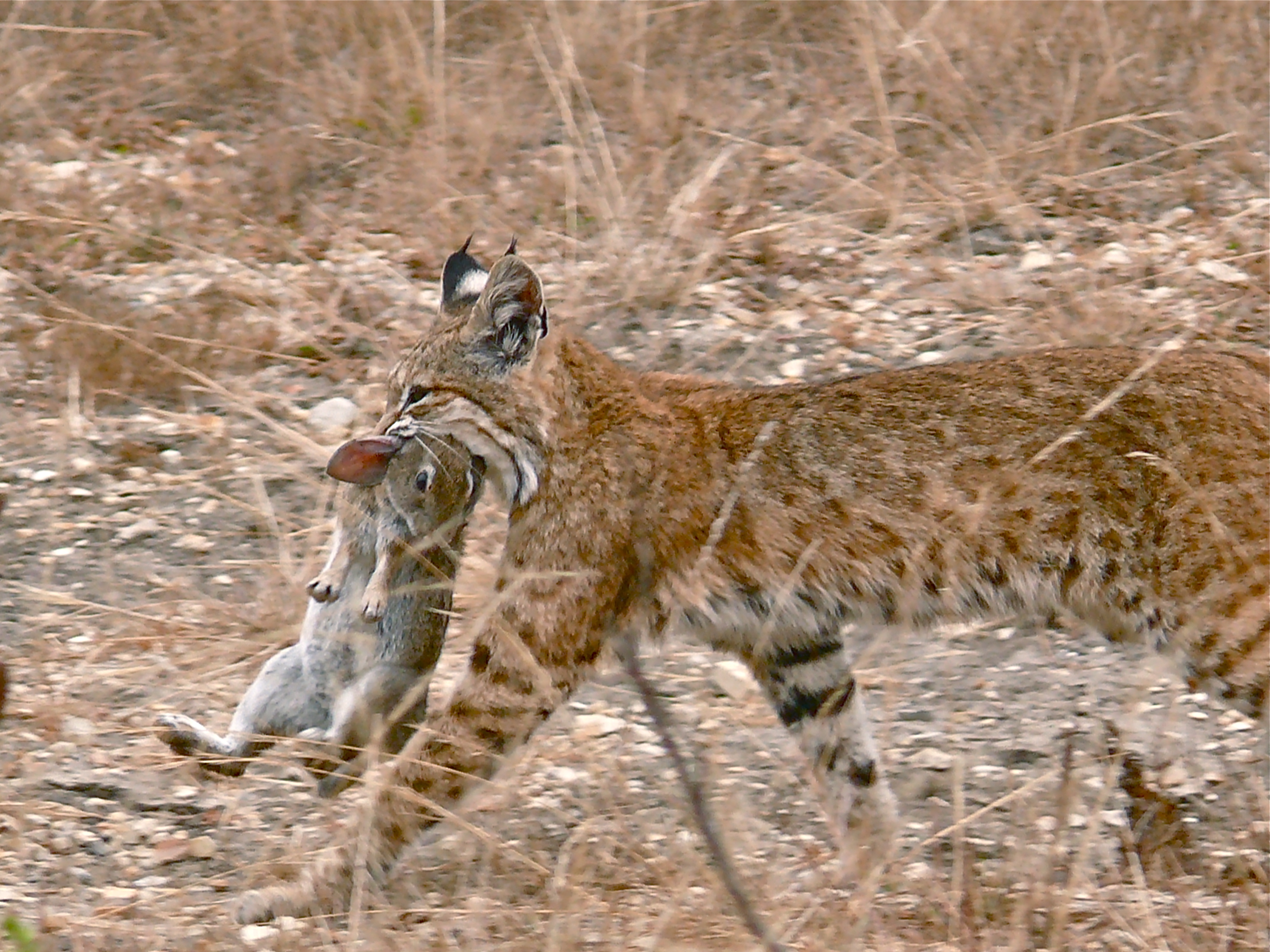
Rotluchs mit Beute

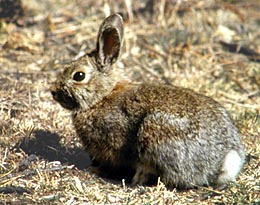
Der Schneeschuhhase ist eines der wichtigsten Beutetiere des Rotluchses im Norden seines Verbreitungsgebietes.

Der Rotluchs ist ein Überraschungs- oder Lauerjäger. Die Jagd erfolgt nach Katzenart durch Auflauern oder Anschleichen mit abschließendem Anspringen beziehungsweise einem Kurzspurt. Anders als der auf wenige Beutetierarten spezialisierte Kanadische Luchs ist der Rotluchs ein opportunistischer Jäger, bei dem das Beutespektrum überwiegend davon bestimmt ist, welche Tierarten im jeweiligen Lebensraum vorkommen.
Rotluchse präferieren Beutetiere mit einem Gewicht zwischen einem dreiviertel und knapp sechs Kilogramm. Im Osten der USA zählen Baumwollschwanzkaninchen zu den häufig vom Rotluchs geschlagenen Tierarten. Im Norden seines Verbreitungsgebiets ist dagegen der Schneeschuhhase ein wesentliches Beutetier. In Neu-England, wo sich das Verbreitungsgebiet dieser beiden Tierarten überlappt, stellen sie beide gemeinsam den Hauptteil der erlegten Beutetiere dar. Im südlichen Verbreitungsgebiet sind gelegentlich Baumwollratten die wichtigsten Beutetiere.
Rotluchse passen ihre Jagdtechnik an die Größe des Beutetiers an. Kleineren Nagetieren, Vögeln sowie auch Fischen und Insekten lauert der Rotluchs an den Stellen auf, an denen sie reichlich vorkommen, und schlägt sie dann im Sprung. An etwas größere Tiere wie Kaninchen und Hasen schleicht er sich bis auf eine Distanz von sechs bis zehn Meter heran und sprintet dann auf sein Beutetier zu.
Zu den von Rotluchsen geschlagenen Beutetieren zählen auch Füchse, Marder, Skunks, kleinere Hunde und Hauskatzen. Auch Hirscharten zählen zu den Beutetieren des Rotluchses. Er jagt sie bevorzugt im Winter, wenn kleinere Beutetiere seltener sind oder wenn eine hohe Bestandsdichte von Hirschen gegeben ist. Er schlägt dabei bevorzugt Jungtiere. Er ist aber auch in der Lage, ausgewachsene Tiere zu töten, die acht Mal so viel wiegen wie er. Dabei schleicht er sich an den Hirsch heran, wenn dieser sich niedergelegt hat, sprintet auf ihn zu und greift sein Beutetier im Nacken, bevor er ihm die Kehle durchbeißt. In den seltenen Fällen, in denen er ein so großes Beutetier wie einen Hirsch tötet, kehrt er mehrfach zu seinem Riss zurück, um sich satt zu fressen. Die Beutereste vergräbt er unter Schnee oder Blättern.

### Fortpflanzung
Ihre Fortpflanzungsfähigkeit erreichen Rotluchse in der Regel im zweiten Sommer. Weibchen sind gelegentlich bereits gegen Ende ihres ersten Lebensjahrs empfängnisfähig. Weibchen haben einen Zyklus von 44 Tagen, innerhalb dessen sie fünf bis zehn Tage lang empfängnisbereit sind. Bei ausgewachsenen männlichen Rotluchsen setzt die Spermaproduktion im September oder Oktober ein, und das Männchen ist jeweils bis in den nächsten Sommer fähig, ein Weibchen zu begatten. Fortpflanzungsfähig sind Rotluchse in der Regel bis zum Ende ihres Lebens.
Die Paarungszeit variiert etwas je nach Region, aber dauert in der Regel vom Winter bis in den Vorfrühling. Am häufigsten kommt es zu Paarungen in den Monaten Februar und März. Ein dominantes Männchen hält sich in dieser Zeit in der Nähe eines Weibchens auf. Zum Paarungsspiel der Rotluchse gehört es, dass die Tiere einander spielerisch jagen und balgen. Andere Männchen können sich in der Nähe aufhalten, sind aber in diese Paarungsspiele nicht involviert. Sobald das Weibchen empfängnisbereit ist, kommt es zur Paarung, wobei das Männchen das Weibchen mit dem für Katzenartige charakteristischen Nackenbiss greift. Das Weibchen paart sich gelegentlich anschließend auch mit anderen Männchen. Für Männchen dagegen ist es charakteristisch, dass sie sich mit mehreren Weibchen paaren. Sowohl während des Vorspiels als auch während der Paarung sind vom ansonsten stillen Rotluchs laute Schreie und Fauchen zu hören. Untersuchungen, die an in Texas beheimateten Rotluchspopulationen durchgeführt wurden, legen nahe, dass Rotluchse erst dann zur Fortpflanzung kommen, wenn sie über ein etabliertes Revier verfügen. Untersuchte Tiere, die noch kein Revier besetzt haben, hatten keinen Nachwuchs.
60 bis 70 Tage nach einer erfolgreichen Paarung kommen die Jungen zur Welt, die nur vom Weibchen großgezogen werden. Die Wurfgröße variiert zwischen einem und sechs Jungtieren; normalerweise kommen aber zwei bis vier Jungtiere zur Welt. Die meisten Geburten erfolgen in den Monaten April und Mai. In Ausnahmefällen wirft das Weibchen ein zweites Mal. Diese Jungtiere kommen dann in der Regel erst im September zur Welt. Als Wurfplatz wählt das Weibchen meist einen hohlen Baumstamm oder eine kleine Höhle. Die Jungen kommen blind zur Welt und öffnen erstmals ihre Augen an ihrem neunten oder zehnten Lebenstag. Ihre Umgebung erkunden sie erstmals in einem Alter von vier Wochen. Bis etwa zum Ende ihres zweiten Lebensmonats säugen sie bei der Mutter. Ab einem Alter von drei bis fünf Monaten beginnen sie, das Muttertier auf ihren Streifzügen zu begleiten. Im Frühjahr geborene Rotluchse jagen erstmals selbständig im Herbst und verlassen meist das Revier des Muttertiers kurz danach. Gelegentlich duldet das Muttertier ihren Nachwuchs aber auch bis ins nächste Frühjahr.

### Lebensalter, Krankheiten und Fressfeinde
Rotluchse erreichen durchschnittlich ein Lebensalter von sechs bis acht Jahren. Das höchste Lebensalter, das man bislang für einen in freier Wildbahn lebenden Rotluchs nachweisen konnte, beträgt 16 Jahre. In Gefangenschaft sind Rotluchse schon bis zu 32 Jahre alt geworden.

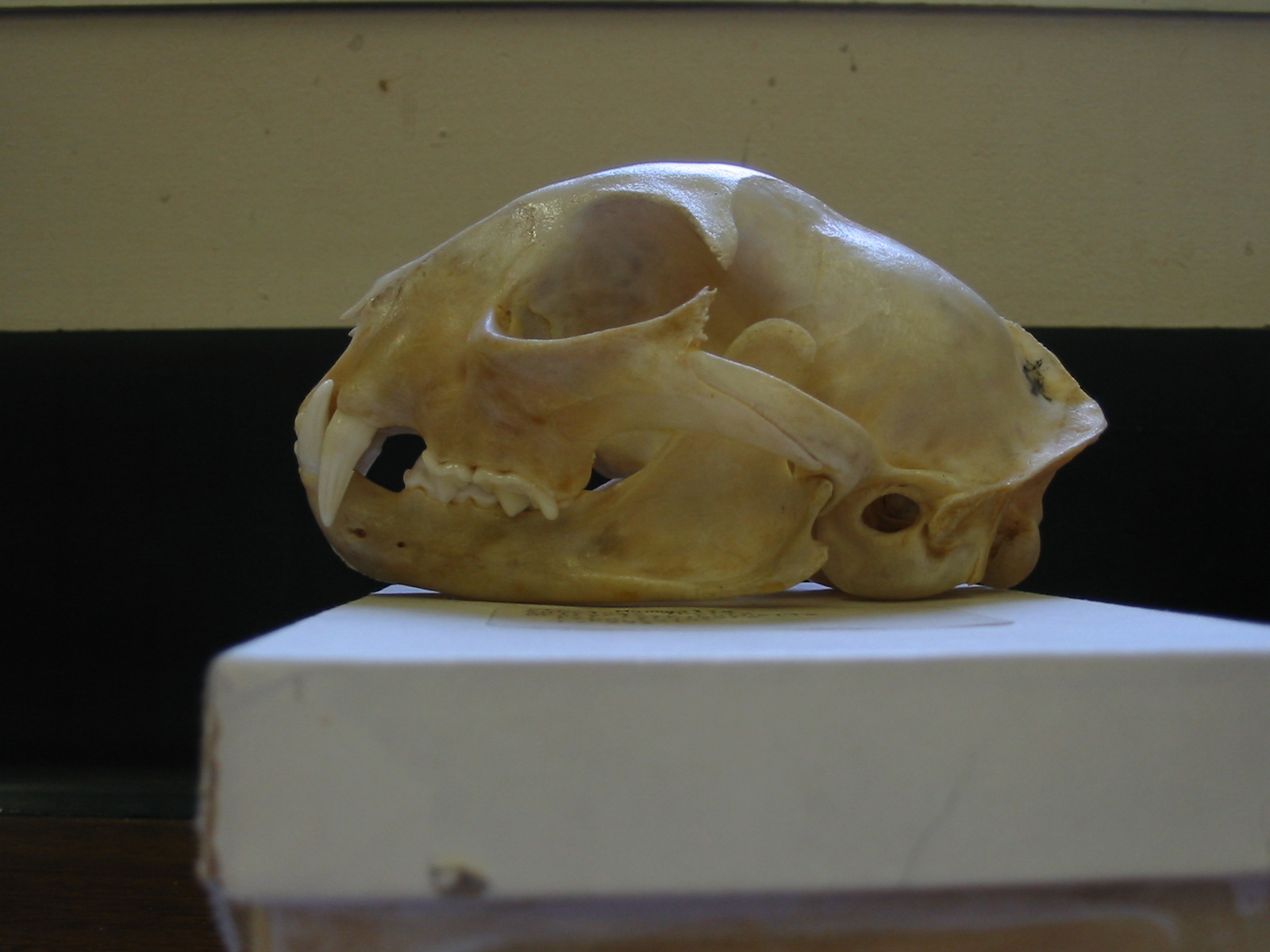
Schädel eines Rotluchses

Ausgewachsene Rotluchse haben nur wenige Fressfeinde. Pumas und Wölfe sind in der Lage, einen ausgewachsenen Rotluchs zu töten. Beobachtungen im Yellowstone National Park weisen darauf hin, dass dies regelmäßig vorkommt. Jungtiere werden dagegen von einer ganzen Reihe von Prädatoren getötet. Dazu zählen unter anderem große Eulenarten, Adler, Kojoten und Füchse. Auch männliche Rotluchse töten gelegentlich den Nachwuchs ihrer eigenen Art. Zu Kannibalismus kann es kommen, wenn Beutetiere rar sind. Insgesamt ist Kannibalismus jedoch selten und hat sehr wenig Einfluss auf die Populationsgröße.
Die wesentlichen Todesursachen für Rotluchse sind Krankheiten, Unfälle und die Bejagung durch den Menschen. Ähnlich wie beim Eurasischen Luchs verhungern auch viele Rotluchse. Dies gilt insbesondere für Jungtiere, nachdem sie sich von ihrem Muttertier getrennt haben und ihre Jagdtechniken noch perfektionieren müssen. Von 10 ausgewachsenen Rotluchsen erleben in der Regel nur zwischen sechs und sieben das nächste Lebensjahr.
Rotluchse leiden unter einer Reihe von Ekto- und Endoparasiten. Zu den wichtigsten Ektoparasiten zählen Zecken und Flöhe. Zu den wesentlichen Endoparasiten zählt Toxoplasma gondii. Die einzelnen Populationen sind davon unterschiedlich stark befallen. In einzelnen Untersuchungen wurde jedoch eine Infektionsrate von 52 Prozent nachgewiesen. Die Milbenart Lynxacarus morlani konnte bislang nur bei Rotluchsen nachgewiesen werden. Es ist bislang nicht hinreichend geklärt, welchen Einfluss Parasiten und Krankheiten auf die Sterblichkeitsrate haben. Es ist aber denkbar, dass diese Faktoren einen gewichtigeren Einfluss auf die Überlebenswahrscheinlichkeit haben als Hunger, Unfälle und Bejagung.

## Bestand
Der Rotluchs wird in Anhang II der CITES-Vereinbarung geführt, was bedeutet, dass diese Art nicht vom Aussterben bedroht ist, aber dass sowohl die Bejagung dieser Tierart und der Handel mit ihr überwacht werden müssen. Sowohl in Kanada, in den Vereinigten Staaten als auch in Mexiko regulieren Bestimmungen die Jagd auf Rotluchse. In den Vereinigten Staaten als Hauptverbreitungsgebiet kommt der Rotluchs in einer Vielzahl von Gebieten vor, die unter Naturschutz stehen. Im Jahr 1988 schätzte der United States Fish and Wildlife Service die Anzahl der in den USA lebenden Rotluchse auf 700.000 bis 1.500.000. Seitdem haben sich sowohl die Bestandszahlen erhöht als auch das Verbreitungsgebiet ausgedehnt. Aus diesem Grund haben die USA den Antrag gestellt, diese Art nicht mehr im Anhang II der CITES-Vereinbarung zu führen. Auch die Bestandszahlen in Kanada und Mexiko scheinen stabil zu sein. Die IUCN führt die Art deshalb als nicht bedroht, weist aber darauf hin, dass aus dem südlichen Verbreitungsgebiet in Mexiko nur unzureichende Informationen über das Vorkommen von Rotluchsen vorliegen.
Obwohl der Rotluchs ursprünglich die gesamte Region des Mittleren Westens in den USA besiedelt hat, ist er heute in einigen Gebieten ausgestorben. Als vom Aussterben bedroht gilt er in Ohio, Indiana und Iowa. Dagegen haben sich die Bestände in Illinois so erholt, dass er seit 1999 nicht mehr auf der Liste der bedrohten Tierarten geführt wird. In Pennsylvania ist seit 1999 die Jagd auf den Rotluchs wieder erlaubt. In New Jersey kam es zu starken Bestandseinbrüchen bereits am Beginn des 20. Jahrhunderts, als die zunehmende Industrialisierung und landwirtschaftliche Erschließung dieses Bundesstaats zu einer zunehmenden Fragmentierung seines Lebensraums führten. Seit 1991 wird die Art dort als bedroht geführt.
L. rufus escuinipae, eine in Mexiko beheimatete Unterart, wurde eine Zeit lang vom U.S. Fish and Wildlife Service als vom Aussterben bedroht eingeordnet. Im Jahre 2005 kam die Behörde jedoch zu der Ansicht, dass diese Einordnung nicht mehr gerechtfertigt sei.

## Systematik

### Äußere Systematik
Über lange Zeit wurde diskutiert, ob Luchse nicht lediglich eine Untergattung der Gattung Felis darstellen. Aus diesen Gründen findet man in der älteren Literatur den Rotluchs gelegentlich als Felis rufus geführt. Heute ist die Einordnung der Luchse in die eigenständige Gattung Lynx akzeptiert, und der Rotluchs wird entsprechend als Lynx rufus geführt.
Nach den molekularbiologischen Untersuchungen, die in den 2000er-Jahren Stephen J. O’Brien und Kollegen vornahmen, lässt sich die Gattung der Luchse stammesgeschichtlich auf eine Kleinkatzengruppe zurückführen, die sich vor etwa sieben Millionen Jahren von der zum Puma (Puma concolor) und Gepard (Acinonyx jubatus) sowie zu den Echten Katzen (Felis), dem Manul (Otocolobus manul) und den Altkatzen (Prionailurus) führenden Evolutionslinie abgespalten hat.
Im Pliozän war rings um die Arktis der Urluchs (Lynx issiodorensis) verbreitet. Der Rotluchs entwickelte sich aus einer Stammform der Luchse, die vor etwa 200.000 Jahren Nordamerika über die Beringstraße erreichte und bildet heute die basale Schwesterart der drei anderen Luchsarten. Ein Teil dieser Luchse, die sich im südlichen Teil Nordamerikas etablierten, wurden sehr bald von den nördlichen Populationen durch Gletscher abgeschnitten. Diese Luchspopulation entwickelte sich zum heutigen Rotluchs weiter. Von den nördlichen Populationen stammt der heutige Kanadische Luchs ab. Nach einer neueren Analyse sind Eurasischer Luchs und Kanadischer Luchs untereinander näher verwandt als beide zum Rotluchs. Gelegentlich kommt es noch zu Hybriden aus Rotluchs und Kanadischem Luchs.

### Innere Systematik
Auf Basis morphologischer Merkmale wurden bis zu zwölf Unterarten beschrieben:
- L. rufus rufus (Schreber) ist die Nominatform. Ihr Verbreitungsgebiet liegt im Osten und Mittleren Westen der Vereinigten Staaten.
- L. rufus gigas (Bangs) – Das Verbreitungsgebiet dieser Unterart erstreckt sich vom Norden New Yorks bis Nova Scotia und New Brunswick
- L. rufus floridanus (Rafinesque) – Südosten der Vereinigten Staaten bis zum Mississippi-Tal, dem Südwesten von Missouri und dem südlichen Illinois * L. rufus superiorensis (Peterson & Downing) – das Gebiet westlich der Großen Seen inklusive des Nordens von Michigan, Wisconsin, des Südens von Ontario und des überwiegenden Teils von Minnesota.
- L. rufus baileyi (Merriam) – Südwesten der USA und der Nordwesten Mexikos
- L. rufus californicus (Mearns) – Kalifornien westlich der Sierra Nevada
- L. rufus escuinipae (J. A. Allen) – das Inland von Mexiko. Im Norden reicht das Verbreitungsgebiet bis zur Westküste und dem Süden der Sonora-Wüste
- L. rufus fasciatus (Rafinesque) – Oregon, Washington westlich der Cascade Range, der Nordwesten Kaliforniens und der Südwesten von British Columbia
- L. rufus oaxacensis (Goodwin) – Oaxaca, Mexiko
- L. rufus pallescens (Merriam) – Nordwesten der Vereinigten Staaten sowie der Süden von British Columbia, Alberta und Saskatchewan.
- L. rufus peninsularis (Thomas) – Baja California
- L. rufus texensis (Mearns) – der Westen von Louisiana, das östliche Gebiet von Texas, der Süden von Oklahoma. Das Verbreitungsgebiet erstreckt sich im Süden bis nach Tamaulipas, Nuevo León und Coahuila, Mexiko

Die Aufteilung in zwölf Unterarten ist umstritten, da die Unterschiede zwischen den einzelnen Unterarten nur gering und ihre jeweiligen Verbreitungsgebiete nicht klar voneinander abgegrenzt sind.
Neuere genetische Analysen ergeben zwei Unterarten:
- L. rufus fasciatus östlich der Great Plains und
- L. rufus rufus westlich der Great Plains.

Der Status der beiden mexikanischen L. rufus escuinipae und L. rufus oaxacensis ist ungewiss und bedarf weiterer Forschungen.

## Rotluchs und Mensch

### Die Jagd auf den Rotluchs
Der Rotluchs ist ein wichtiges Jagdwild, das bereits von der indigenen Bevölkerung Nordamerikas bejagt wurde. Ein wesentliches Jagdmotiv ist nach wie vor das Luchsfell. Die Jagd auf den Luchs ist in allen drei Staaten, in denen er vorkommt, heute gesetzlich reguliert. Die Jagdsaison fällt in das Winterhalbjahr, so dass sich daraus eine entsprechend verzerrte Sterblichkeitsrate ergibt. Indirekt sind vor allem Jungtiere von der Jagd betroffen, da sie in ihren ersten Lebensmonaten vom Muttertier abhängig sind. Trotz Bejagung sind die Populationszahlen hoch. Das gilt auch für den Süden der Vereinigten Staaten, wo der Rotluchs traditionell sehr stark bejagt wird.

### Der Rotluchs in Mythen und Märchen
In der Mythologie der indigenen Bevölkerung Nordamerikas wird nicht zwischen Rotluchs und Kanadischem Luchs differenziert. Aus der geografischen Verbreitung der beiden Tierarten ergibt sich jedoch, dass sich die meisten Mythen und Fabeln auf den Rotluchs beziehen.
Die Mohave waren davon überzeugt, dass sich die übernatürlichen Kräfte von Lebewesen oder Objekten auf sie übertrügen, wenn sie regelmäßig von ihnen träumten. Träume, in denen die beiden Gottheiten Puma und Luchs auftauchten, konnten ihnen Jagdfähigkeiten verleihen, welche die ihrer Nachbarstämme weit überträfen. Ähnlich wie in den Mythologien der Altwelt werden bestimmte Merkmale des Erscheinungsbildes durch Fabeln erklärt. So erzählen die Shawnee beispielsweise, dass der Luchs deswegen ein geflecktes Fell aufweise, weil ihn einst ein Kaninchen überlistete. Nachdem er das Kaninchen gefangen hatte, überzeugte es ihn, zunächst ein Feuer zu entzünden. Als es brannte, streute das Kaninchen dem Luchs die glühenden Kohlen ins Fell und ließ ihn mit dunklen Brandmalen zurück.
Häufig taucht die Figur des Luchses gemeinsam mit der des Kojoten auf. Luchs und Kojote sind in einigen Erzählungen wie der des Nez-Percé-Volks Zwillingsfiguren, die in einem offenen Dualismus Gegensätze repräsentieren, denen eine unterschiedliche Wertigkeit beigemessen wird. Regelmäßig werden die beiden Tiere mit Wind und Nebel assoziiert, zwei Elemente, die in der nordamerikanischen Mythologie ebenfalls als gegensätzlich begriffen werden. In anderen Erzählungen ist dieser Dualismus aufgehoben und beide Figuren sind gleichwertig. Nach Ansicht von Claude Lévi-Strauss ist das Konzept von Zwillingsfiguren, die unterschiedlich wertige Gegensätze repräsentieren, ein inhärentes Thema der Mythologie Amerikas. Dort, wo dies in den Erzählungen der nordamerikanischen Völker nicht mehr auftaucht, ist dies auf einen engen Kontakt mit europäischen Siedlern zurückzuführen, deren Vorstellungswelt diese Form des Dualismus fremd ist. Siedler, die von Europa nach Nordamerika übersiedelten, hatten dort häufig das erste Mal engeren Kontakt mit einer Luchsart. In der Folklore der europäischen Siedler, die sich in Nordamerika niederließen, nahm der für seine Wildheit und Anmut bewunderte Rotluchs sehr schnell eine wichtige Rolle ein.